# Lichtenvoorde
Lichtenvoorde è una località dei Paesi Bassi situata nella municipalità di Oost Gelre, nella provincia della Gheldria.